# Slick

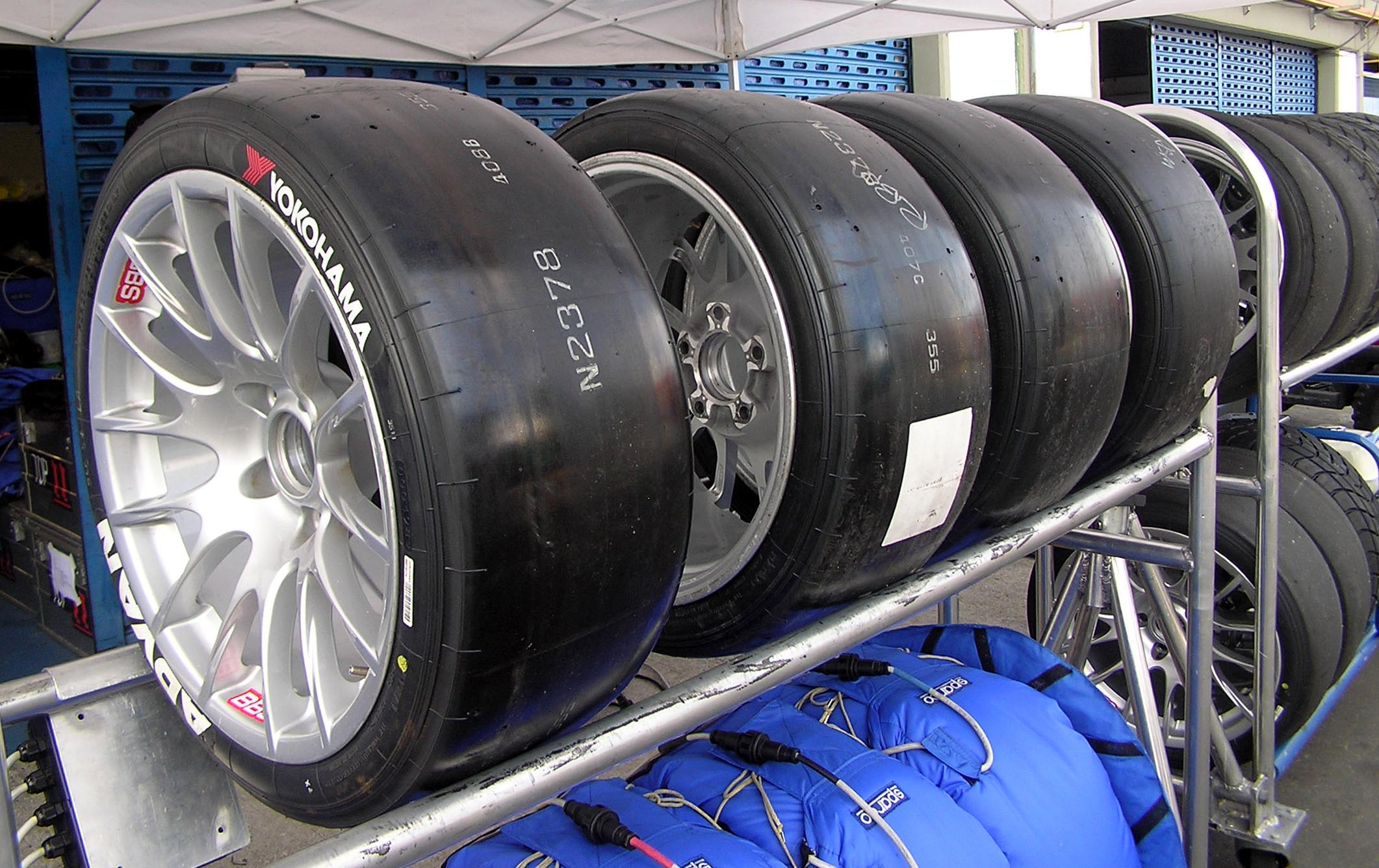
Yokohama-Slicks Advan A005 aus der Tourenwagen-Weltmeisterschaft.

Ein Slick (engl. für „glatt“) ist ein profilloser Reifen, der bei richtiger Temperatur aufgrund seiner sehr haftfähigen Laufflächenmischung für Einsätze auf trockenen oder leicht feuchten Straßen geeignet ist.

## Geschichte

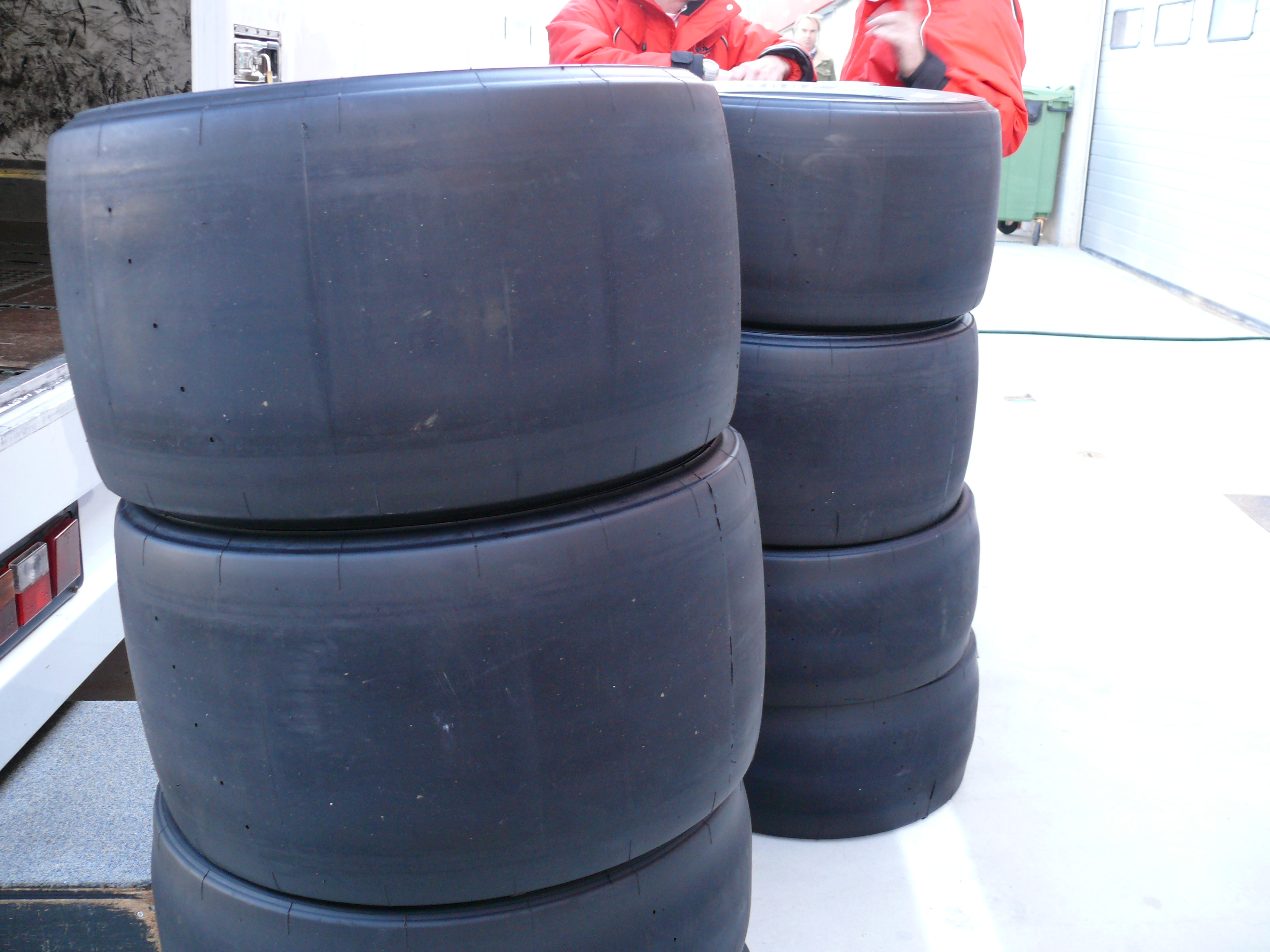
Die seit 2009 in der Formel 1 wieder erlaubten Slicks

Die Verwendung von Slicks hat ihren Ursprung in der US-Motorsportszene der 1950er und 1960er Jahre. Damals wurden Reifen für Beschleunigungsrennen „rasiert“, also die Profiltiefe verringert. Besonders beliebt waren dabei Produkte von Dunlop und der Goodyear Blue Streak. 
Die ersten serienmäßig produzierten Slick-Reifen kamen Anfang der 1950er Jahre auf den Markt. Die Firma M&H Tires begann as Erster mit der Produktion für den Motorsport. Ab 1971 und bis 1997 wurden speziell produzierte Slicks in der Formel 1 verwendet, mit denen die bis dahin erzielten Rundenzeiten stark verbessert werden konnten. Auch im Tourenwagen- und Motorradsport setzten sich deshalb die schnelleren profillosen Reifen in den 1970er Jahren durch. 1998 wurden sie in der Formel 1 wieder verboten, um die maximalen Kurvengeschwindigkeiten aus Sicherheitsgründen zu senken. Stattdessen wurden so genannte „Rillenreifen“ vorgeschrieben (zuerst vorn mit je drei Längsrillen, hinten mit je vier, ab 1999 vorne und hinten je vier Rillen). In den folgenden Jahren zeigte sich jedoch, dass diese Reifen immer leistungsfähiger wurden und damit kaum noch einen Sicherheitsgewinn brachten. Seit der Saison 2009 sind Slicks in der Formel 1 wieder erlaubt.

## Slicks im Kraftfahrzeug-Rennsport

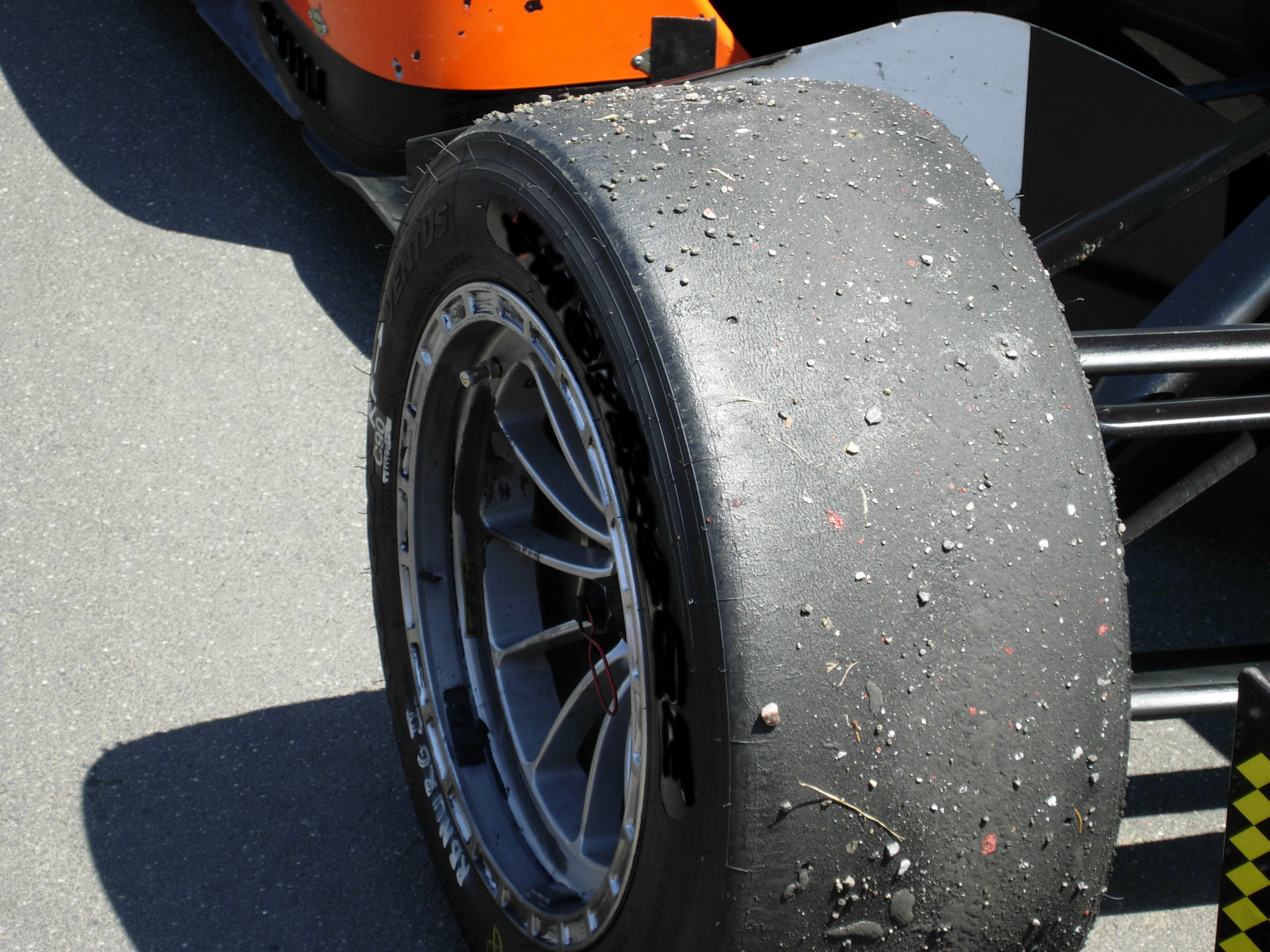
Ein Slick (hier bei der Formel 3 nach Renndistanz)

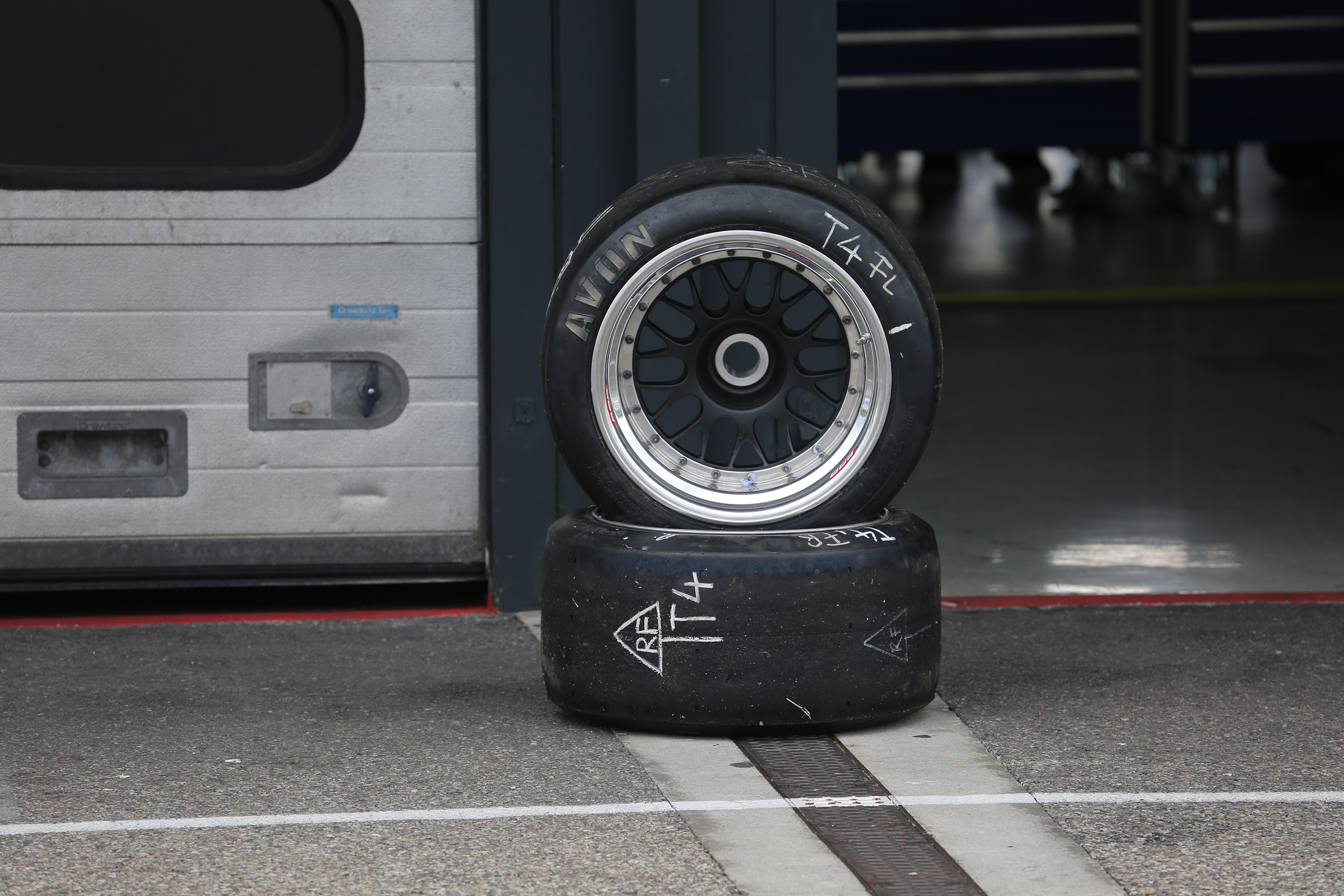
Zum Einsatz vorbereitete Slicks: Die Markierungen „RF“ und „FL“ geben die Achse und die Seite an (Right Front und Front left). Der Pfeil auf der Lauffläche soll nochmal Verwechslungen vorbeugen. Das Kürzel T4 steht hier für „Turn“, also den vierten Lauf/Einsatz. Der dicke weiße Strich auf der Karkasse liegt direkt über dem Ventil und soll nach dem Lauf Informationen über ein eventuelles „Wandern“ des Reifens auf der Felge geben.

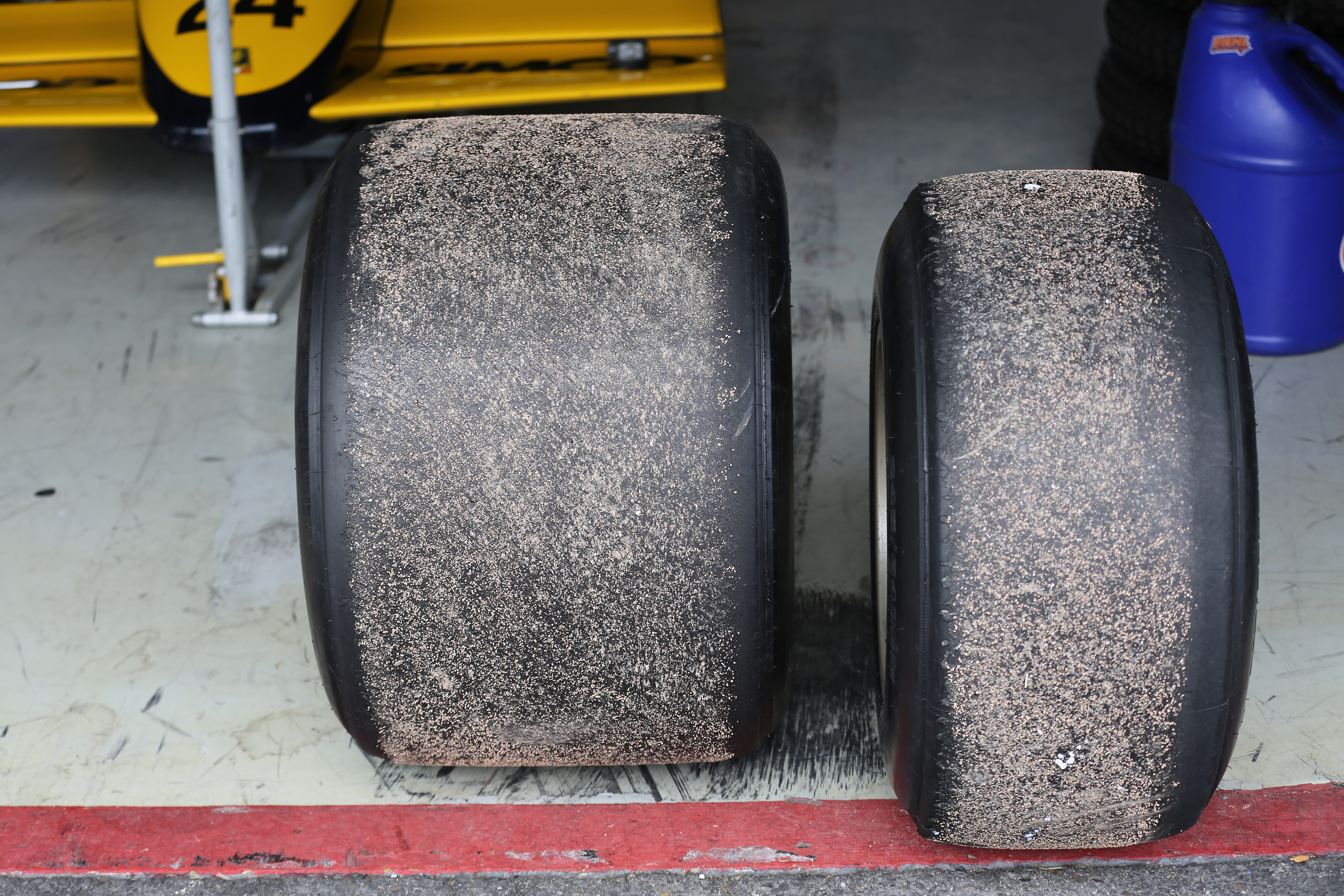
Slicks, die in „heißem Zustand“ durch die Reste von Ölbindemittel (Sand) gefahren und dadurch nahezu unbrauchbar wurden: Nach dem Erkalten des Reifens sind die Reste des Ölbinders so mit dem Gummi „verbacken“, dass ein Abbürsten nicht möglich ist und ein „Herausfahren“ (durch neuerliches auf Temperatur bringen) ein zu großes Risiko darstellt.

Im Gegensatz zu Slicks stehen Regenreifen und Intermediates, die ein Profil aufweisen. Während leicht profilierte Intermediates die gleiche Gummimischung wie Slicks haben, um auch auf trockener Straße noch zu funktionieren, haben Regenreifen starke Profilierung und eine noch weichere Gummimischung.
Eine wichtige Kenngröße ist die Temperatur. Diese muss in einem passenden Bereich bei ca. 80 °C – und damit höher als bei einem normalen Pkw-Reifen – liegen. Darunter hat ein Rennreifen nur geringe Haftung. Wichtig sind dafür der richtige Luftdruck und die Fahrwerksgeometrie, oft mit viel negativem Sturz, um die Aufstandsfläche (der Anteil der Reifenlauffläche, der Kontakt mit dem Asphalt hat) bei Kurvenfahrt zu erhöhen. Da die Aufheizung von Slicks erheblich größer ist als bei herkömmlichen Reifen, müssen sie mit weit geringerem Kalt-Luftdruck angefahren werden (häufig nur 1,5 bis 1,8 bar). Der Luftdruck steigt bei Betriebstemperatur dann um etwa 0,7 bis 1 bar und ist in der Regel dann immer noch geringer als bei Straßenreifen. Damit wird jedoch eine größere Aufstandsfläche erzielt. Idealerweise sollte die gemessene Temperatur bei heißgefahrenen Reifen über die gesamte Breite identisch sein; ein Zeichen für die gleichmäßige Belastung beim Straßenkontakt. Bei der Temperaturmessung wird daher immer an drei Stellen gemessen, verteilt über die Reifenbreite.
An mehreren Stellen der Lauffläche befinden sich kleine Löcher zur Verschleißmessung, die dadurch wie auch von Straßenreifen bekannt mit Hilfe eines Profiltiefenmessers erfolgen kann. Die Löcher sind gleichmäßig über den Umfang des Reifens verteilt und befinden sich sowohl in der Mitte als auch rechts und links nahe an den Rändern der Lauffläche, um eine ungleichmäßige Abnutzung der Innen- und Außenseiten feststellen zu können.
Eine höhere Laufleistung von Slicks wird durch ein so genanntes heat cycling erreicht. Dabei werden die Reifen maschinell oder durch ein bis zwei Einfahrrunden kurz auf Betriebstemperatur gebracht und danach mindestens 24 Stunden gelagert. Chemische Prozesse in der Gummimischung machen diese dann stabiler, ohne Einbußen bei der Haftfähigkeit.

## Slicks bei Motorrädern
Die Beschreibung unter „Kraftfahrzeug-Rennsport“ gilt hier ebenfalls. Im Motorradrennsport kommt jedoch zusätzlich noch eine Veränderung des Querschnitts hinzu. Während der Querschnitt eines Straßenreifens eher einem U entspricht, haben Slicks eher einen V-Querschnitt. Dies führt zu deutlich stabilerem Fahrverhalten in Schräglage. Jedoch leidet die stabile Geradeausfahrt bei geringen Geschwindigkeiten erheblich.

## Slicks bei Fahrrädern
Es gibt diverse Mantelhersteller, die Slickreifen im Angebot haben, etwa Schwalbe, Continental und Michelin. Sie finden hauptsächlich Verwendung im Radsport, finden aber auch immer größere Verbreitung auf Stadträdern, weil sie beim Fahren auf dem Asphalt die beste Bodenhaftung bieten und durch einen geringeren Rollwiderstand eine zügigere und weniger Kraft erfordernde Fahrweise ermöglichen.
Nachteile bei Nässe ergeben sich hier im Gegensatz zu Autos und Motorrädern kaum, da die Reifen so schmal sind, dass das Wasser nach rechts und links verdrängt wird.

## Slicks bei Dragstern

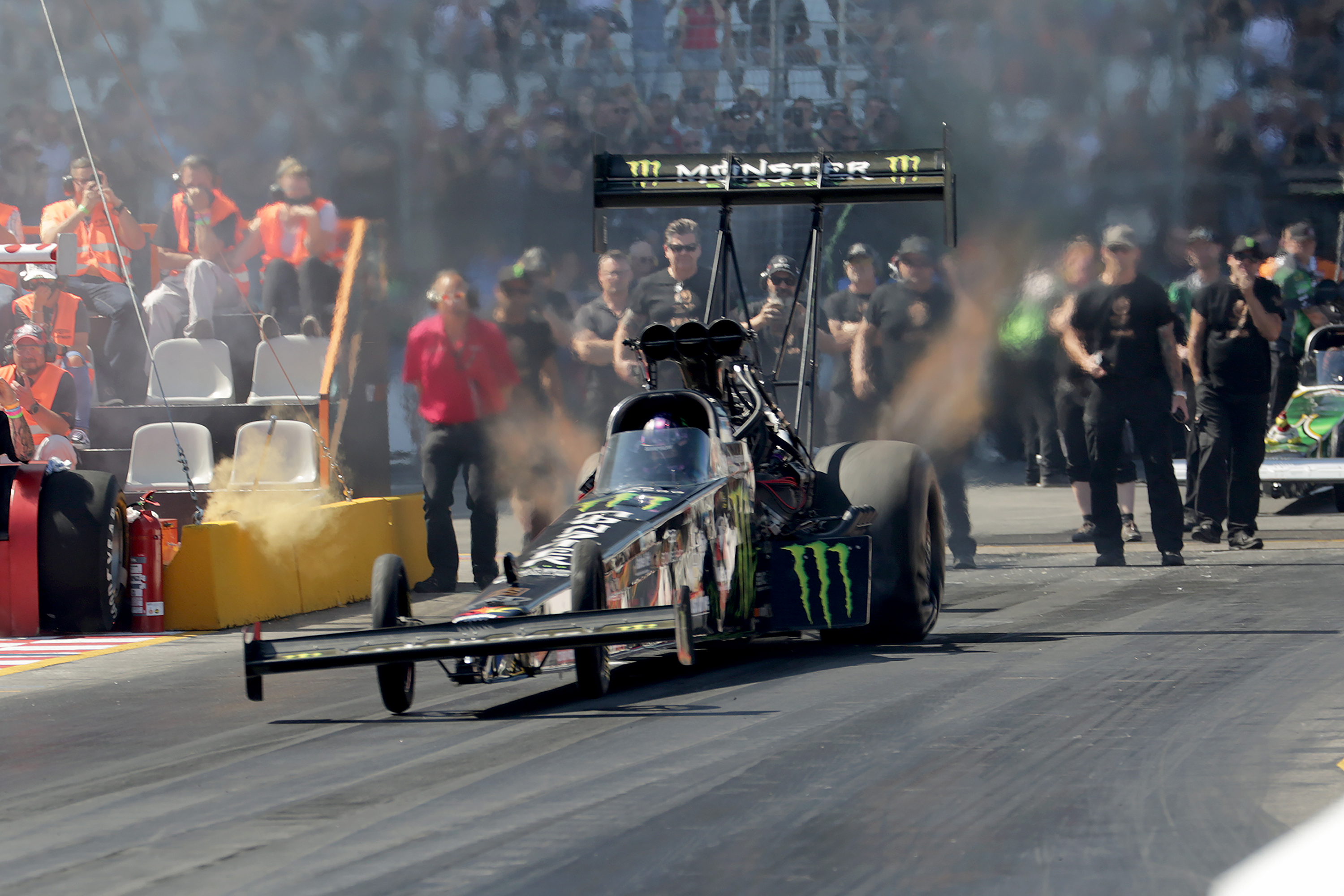
Start eines Top Fuel Dragsters (Jndia Erbacher, CH) bei einem Wertungslauf auf der Rico Anthes Quartermile 2019.

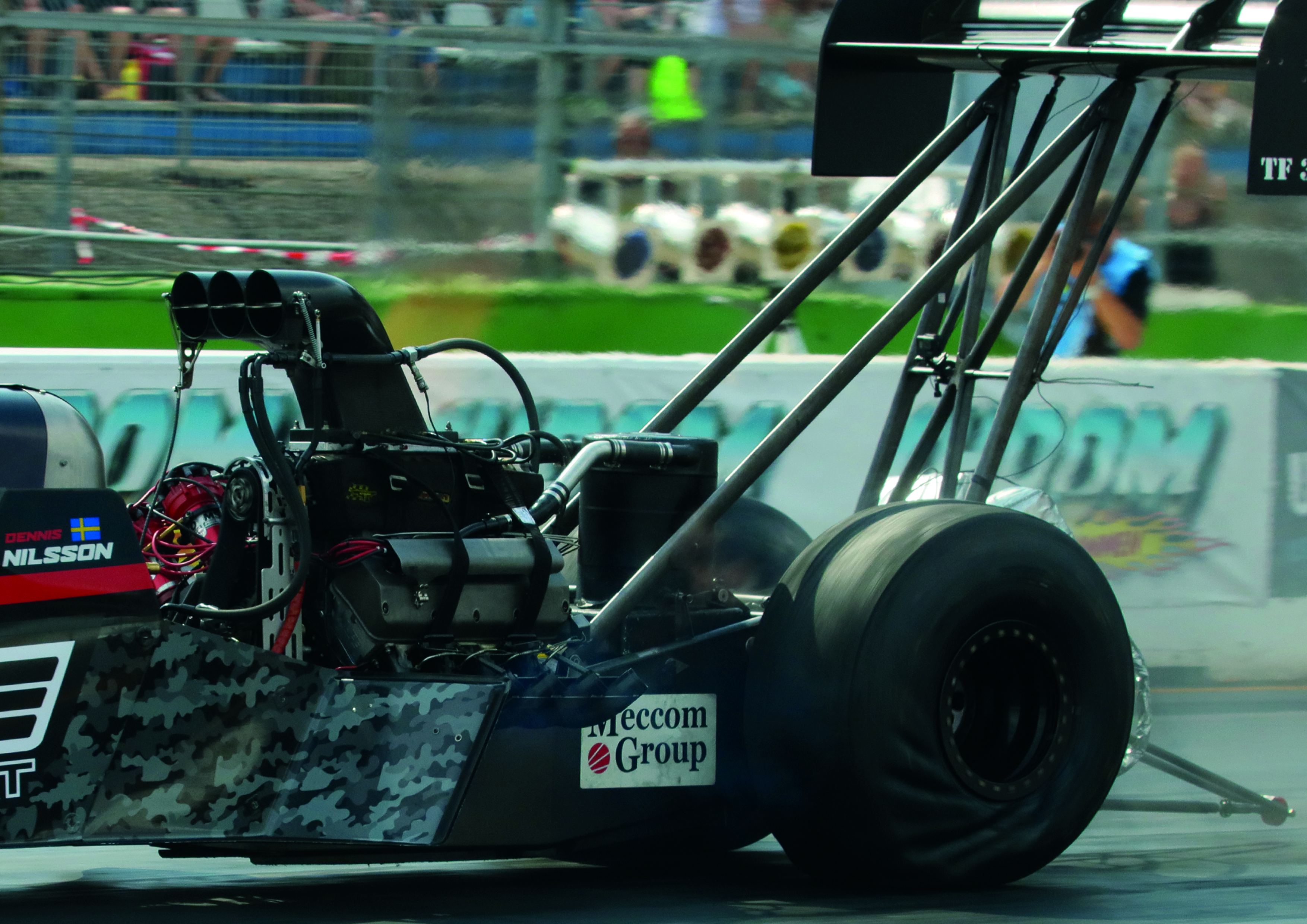
Hinterrad-Slick eines Top Fuel Dragster: das „Wrapping“ ist deutlich zu erkennen

Beim Drag Racing, einer Motorsportart, bei der es um die maximale Beschleunigung geht, sind die Anforderungen, speziell an die Hinterräder, enorm. Die Rennen werden auf speziell mit Gummi und Kleber für optimalen Grip präparierten Strecken ausgetragen. Die im Drag Racing zu diesem Zweck verwendeten Slicks sind speziell für diese Bedürfnisse konzipiert. Zurzeit (Stand 2020) ist in der obersten Klasse, der so genannten Top-Fuel-Kategorie, nur ein Reifenfabrikat zugelassen: Der „Goodyear Eagle Dragway Special“. Dieser Reifen ist bis 563 km/h zertifiziert.
Die Hinterreifen sind mit 36,0 × 17,5–16 riesig und haben einen Umfang von ca. drei Metern. Die Reifen sind mit einem sehr niedrigen Druck von nur 0,6 bar gefüllt. Sie sind so konstruiert, dass sie sich in Durchmesser und Breite bei zunehmender Geschwindigkeit verändern. Der statische Durchmesser von etwa 92 cm vergrößert sich auf 150 cm, während die Breite von 46 cm auf circa 26 cm schrumpft. Dieser Effekt führt zu einem „variablen Übersetzungsverhältnis“ bei der Geschwindigkeit (zurückgelegte Strecke pro Reifenumdrehung). Die Flanken der Reifen sind so konstruiert, dass sie sich beim Beschleunigen gewissermaßen „falten“, da sich die Felge des Rades bei der anfänglichen Beschleunigung schneller dreht als der Reifen und die Seitenwände. Die daraus entstehende Verwindung wird als „Wrapping“ bezeichnet. Wenn der Reifen maximal „wrapped“, ist der Kontakt mit der Strecke so lang wie möglich und bietet maximale Traktion. Dieses Phänomen lässt sich in zahlreichen Super-Slow-Motion-Videos gut beobachten. Sobald der TF die Startlinie verlassen hat, werden die Reifen schnell höher und somit schmaler, was zu einem geringeren Kontakt mit der Streckenoberfläche führt. Zu Beginn dieses Prozesses kann es zu einem sogenannten „Tyre Shake“ (Reifenrütteln) kommen. Dessen Ursache ist, dass der Reifen sich nicht aus der Verwindung löst, sondern sich in diesem Zustand sozusagen selbst „überrollt“ und das Auto dabei heftig durchschüttelt. US-Profi-Teams verwenden einen Hinterreifen für vier bis fünf Läufe (also etwa zwei Kilometer). Ein Pkw-Serienreifen für den EU-Markt hat eine Laufleistung von rund 25.000 bis 50.000 km. Ein TF-Rearslick kostet etwa 500–600 US$.
Die Vorderreifen haben einen Durchmesser von 3 Inches (7,6 cm) und sind auf einem 17-Inch-Rad (43 cm) montiert. Die Reifendrücke variieren zwischen 70 und 100 psi (4,8 bis 6,8 bar). Beim Start haben sie im Gegensatz zu den Hinterreifen einen „ruhigen Job“, da sie oft für 60 Fuß oder mehr in der Luft sind. Auch diese Reifen sind bis 560 km/h zertifiziert und werden in der Regel für etwa 20 Läufe oder etwa fünf Meilen eingesetzt.
Die Reifen werden aus einer sehr hitzebeständigen und widerstandsfähigen Gummimischung mit der Bezeichnung „D2A“ hergestellt. In der Mitte des Reifens beträgt die Dicke dieser Mischung etwa 0,20 Inch (5,08 mm). Das ist weniger als 1 % der gesamten Reifenstruktur. Das tragende Gerüst ist eine Gewebekarkasse, die hauptsächlich aus Nylon besteht und die erforderliche Flexibilität beziehungsweise Verformbarkeit des Reifens gewährleistet. Der Reifenverschleiß wird durch kleine Löcher im Gummi gemessen, anhand derer das Team abschätzen kann, wie stark die Lauffläche noch ist und wann ein Wechsel erforderlich ist.
Obwohl Reifenwärmer für TF-Dragster erhältlich wären, hat sich der Burn-out als Hauptmethode für die Temperaturerhöhung der hinteren Slicks durchgesetzt. Dabei fährt der Dragster durch eine kleine Menge Wasser und lässt danach die Reifen durchdrehen, wodurch sie zu qualmen beginnen. Bei diesem Vorgang steigt die Temperatur auf bis zu 120 °C. Die Kunst besteht im Folgenden darin, die Wärme danach bis zum eigentlichen Start im Reifen zu halten, indem der Fahrer mit Hilfe seines Einweisers das Auto in den eigenen „heißen“ Gummispuren zurücksteuert, die er gerade gelegt hat, und weitere Wärme (und Traktion) hinzuzufügt, indem er altes „Gummi-Compound“ von seinen Reifen abschrubbt und frisches Gummi für zusätzlichen Grip auf die Bahn legt. Nach einem Lauf kann die Reifentemperatur kurzzeitig 160 °C bis 180 °C betragen, nicht wegen der Reibungswärme beim Burn-out, sondern in erster Linie wegen der enormen Walkarbeit (mechanische Beanspruchung/Verformung) des Reifens.

## Stärken
Mit Slicks wird eine größere Kontaktfläche zwischen Straße und Reifen erzielt. Dadurch ergibt sich eine höhere Haftgrenze (Grip), so dass mit dem zusätzlichen Verzahnungseffekt eine stärkere Antriebskraft (Traktion) und vor allem Seitenführungskraft übertragen werden kann. Darüber hinaus würde ein Profil den Leichtlauf des Reifens auf Asphalt und die Kraftübertragung aufgrund zusätzlicher Gummiverformung bzw. Walkarbeit verschlechtern. Durch den Verzicht auf Negativ-Profil hat ein Reifen mehr Gummi und somit mehr Verschleiß-Reserven. Er kann bei hoher Beanspruchung und Temperaturen bis über 100 °C noch gut funktionieren. Die Geräuschentwicklung ist durch den Verzicht auf Profilierung reduziert, Reifenquietschen tritt kaum auf.
Rundenzeiten auf trockenen Rennstrecken werden aus diesen Gründen durch Slicks stark verbessert. Laut Fahrversuchen der Zeitschrift sport auto mit Serien-Sportwagen auf der alten, kurzen Variante des Hockenheimrings (ohne die neue Schikane am Ende der Querspange) beträgt der Zeitgewinn im Vergleich zu straßenzugelassenen Serienreifen etwa vier Sekunden, gegenüber straßenzugelassenen Sportreifen immer noch rund zwei Sekunden, ausgehend von einer mit Slicks gefahrenen Rundenzeit von ca. 1:14 Minuten.

## Schwächen

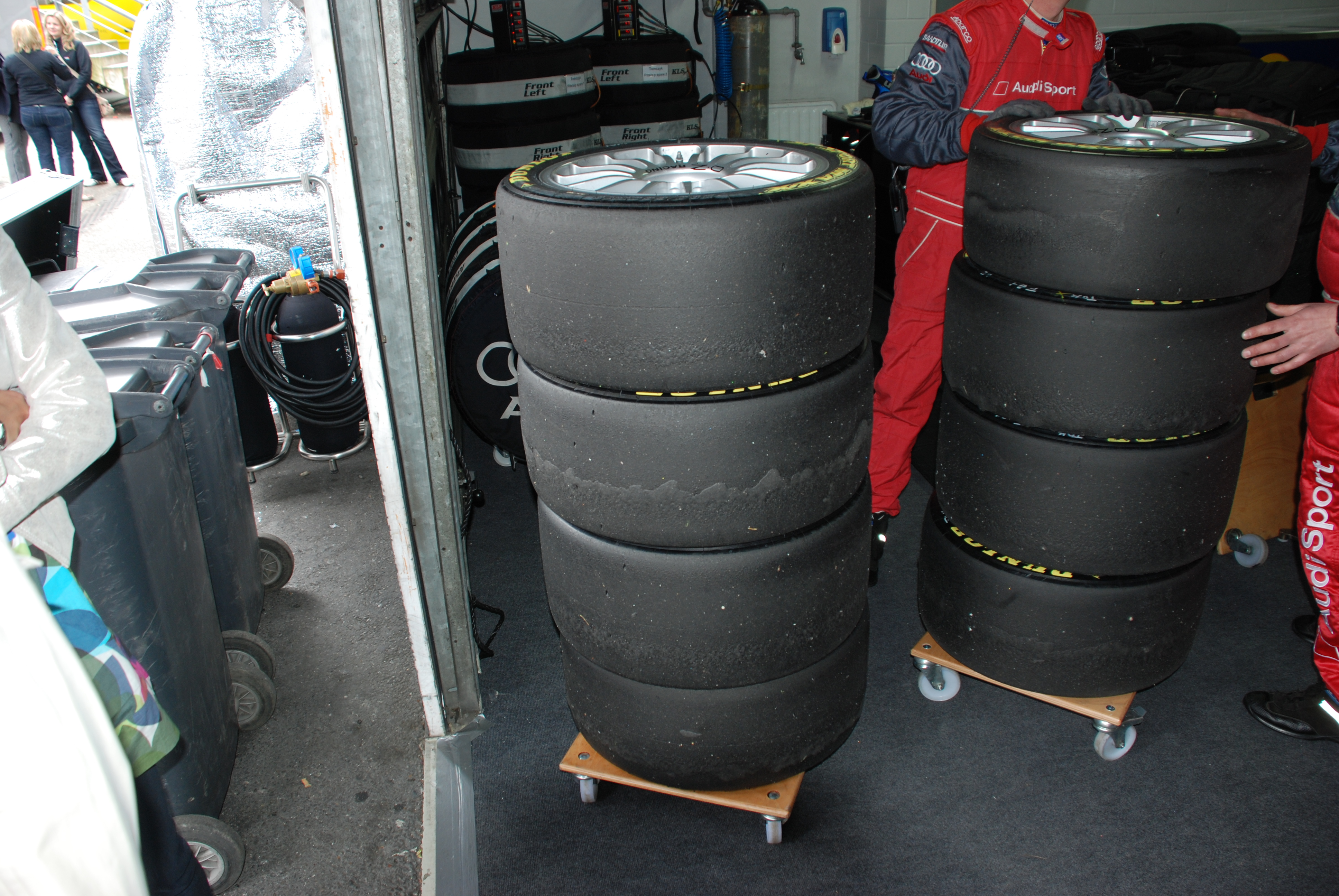
Abgefahrene Slicks aus der DTM (2008)

Slick-Reifen sind bei trockenen und leicht feuchten Rennbedingungen einsetzbar. Hauptproblem ist bei feuchter Strecke der Abfall der Temperatur unter den optimalen Bereich, wodurch die Haftung je nach verwendeter Gummimischung stark nachlässt. Kommt es zu Feuchtigkeit auf dem Asphalt, bildet sich zwischen Reifen und Straße ein Wasserfilm, es kommt zum Aquaplaning, bei dem das Fahrzeug nicht mehr steuerbar ist.
Der Grenzbereich zwischen Haftung und Haftungsverlust ist bei Slicks schmaler als bei profilierten Reifen; ein Ausbrechen des Fahrzeugs geschieht somit zwar bei höherem Tempo, aber erheblich schneller. Da die maximale Traktion beim Beschleunigen und Bremsen und die Seitenführungskraft (in Kurven) aber erst bei einem Schlupf von etwa sieben bis zehn Prozent erreicht wird, erfordert das Ausnutzen der Möglichkeiten von Slicks erhebliche Fähigkeiten und Erfahrung.
Die bei Slicks verwendeten Gummimischungen und die Beanspruchung auf Rennstrecken begrenzen die Laufleistung der Reifen auf einen Bruchteil derer von Straßenreifen. So kann schon nach weniger als 200 Kilometern die Lauffläche bis auf die Karkasse verschlissen sein.
Die große Aufstandsfläche und das fehlende Negativprofil lassen Slicks sehr sensibel auf Fahrbahnunebenheiten und Spurrillen reagieren. Der Geradeauslauf kann dadurch stark beeinträchtigt werden, so dass ständige Lenkkorrekturen erforderlich sein können.
In der Regel werden Slicks nur von den Rennreifen-Abteilungen der Reifenhersteller und nur an Inhaber von Rennlizenzen verkauft.

## Hinweise
- Die Flächenunabhängigkeit der Reibung gilt nur für starre Körper, zu denen Kraftfahrzeugreifen nicht zählen.
- Diese Reifenart ist für Kraftfahrzeuge auf öffentlichen Straßen aufgrund der Vorschrift zu mindestens 17 % Negativ-Profil-Anteil verboten.
- Diese Reifenart hat für Kraftfahrzeuge auf öffentlichen Straßen aufgrund der dort nicht erreichbaren Betriebstemperatur keinerlei Vorteile.
- Diese Reifenart wäre bei (verbotenem) Einsatz auf öffentlichen Straßen aufgrund der hohen Anschaffungskosten und der sehr kurzen Laufleistung eine extrem kostenungünstige Fortbewegungsmöglichkeit.